# Битка код Ваграма
Битка код Ваграма је битка између француске и аустријске војске, која се одиграла 5 - 6. јула 1809. крај Ваграма близу Беча. Наполеон је командовао француском војском и победом над аустријском војском окончан је рат пете коалиције. У бици је учествовало преко 300.000 војника, али артиљерија је била главни фактор битке.

## Увод
После стратешког пораза у бици код Ашперна Наполеон је ојачао главну армију. Баварска дивизија под командом генерала Вреде је дошла као појачање. Осим тога снабдевање је складиштио на острву Лобау северно од Беча. Огист Мармон, Ежен де Боарне и Јозеф Поњатовски су на свим фронтовима правили проблеме аустријској војсци. У Тиролу је избила побуна под водством Андреаса Хофера, тако да Наполеон није могао рачунати на додатну баварску војску. У исто време Велика Британија се припремала за инвазију северне Европе, тако да Наполеон није могао очекивати појачање из Француске. Наполеон је позвао своју армију из Италије под командом кнеза Ежена де Боарнеа и Етјена Макдоналда и та војска је стигла на време пре почетка битке. Наполеон се припремио за следећи окршај са аустријском војском под командом надвојводе Карла.

## Битка
До дана битке острво Лобау је било велико Наполеоново складиште и Наполеон је био спреман на покрет. Наполеон је преко мостова започео прелазак острва са 190.000 војника. На другој страни надвојвода Карло је маневрисао са 140.000 аустријских војника на узвисинама Русбаха. Начелник Наполеонова штаба маршал Луј Бертје је давао наређења различитим корпусима и грешком је доделио исти мост двама корпусима. Тиме је изазвао кашњење у преласку. Ипак корпуси Луја Давуа, Андреа Масене и Николе Удиноа успели су прећи. Придружили су им се маршал Бернадот и Саксонци. Наполеон је 5. јула започео са распоређивањем војске близу Ашперна и Еслинга. Осули су велику артиљеријску паљбу око та два града за време распоређаивања француске војске. До поднева цело подручје око два града било је у француским рукама. Касно поподне француска војска је формирала полукруг. Андре Масена је био крајње лево. У центру су били маршал Бернадот и Ежен д Боарнеа. Никола Удино и Луј Даву су били на десном крилу. Пре сумрака Наполеон је наредио коначни напад, да би одлучио битку у једном дану пре него што Аустријанцима стигну резервне снаге. Напад Макдоналдове војске био је слабо координисан, па није успео услед јаке аустријске ватре.
Следеће јутро Аустријанци су први извели напад на француско десно крило. Тај напад је био изведен да би се заварале француске резервне снаге и навукле на тај део бојнога поља. Прави напад је био планиран на француску леву страну око села Адеркла, где су Аустријанци успели потиснути Бернадотове Саксонце. Да би сузбио аустријски напад Наполеон је створио велику батерију од 112 топова, који су пљуштали по аустријским формацијама у напредовању. Масенин корпус је позван да стабилизује Саксонску линију. Уз сарадњу са коњицом успели су да се држе линије реке. У међувремену на француској десној страни Французи су били успешнији, па су Никола Удино и Луј Даву напредовали.
Одлучујући напад целе битке против аустријског центра у напредовању извео је генерал Макдоналд. Етјен Макдоналд је због тога добио маршалску палицу. Војска генерала Макдоналда формирала је клин од 8.000 војника и после тешке битке на удаљености бајонета пробили су се кроз аустријски центар, разбили аустријску армију на два дела и добили битку.
Надвојвода Карло је тражио појачање од свога брата, али помоћ од 13.000 војника стигла је следеће јутро после битке, када је било прекасно. Пет дана после битке надвојвода Карло прихватио је неизбежно и молио је за мир. После те битке Макдоналд, Никлоа Удино и Мармон постали су маршали.